# Michael Berens
Michael Berens (* 16. November 1946 in Trier) ist ein deutscher Kunsthistoriker und Denkmalpfleger. Von 1982 bis 2011 war er Leiter der Kreisdenkmalpflege des Eifelkreises Bitburg-Prüm.

## Leben
Berens wuchs in dem bekannten, denkmalgeschützten Gasthaus „Zur Glocke“ in Trier auf, das bis 2011 in Besitz seiner Familie war. Er studierte zunächst Theologie, dann Kunstgeschichte und war Gründer des Trierer Regionalverbandes des Rheinischen Vereins für Denkmalpflege und Landschaftsschutz.
In seiner Amtszeit als Kreisdenkmalpfleger von 1982 bis 2011 war er unter anderem maßgeblich für den Erhalt wertvoller Bauernhäuser – etwa in Waxweiler oder Dudeldorf sowie für Denkmäler von nationaler Bedeutung wie Schloss Malberg und die industriegeschichtlich relevanten Anlagen der Weilerbacher Hütte in Bollendorf verantwortlich. Für das Landesamt für Denkmalpflege Rheinland-Pfalz trug er zur Denkmaltopographie Bundesrepublik Deutschland für den Kreis Bitburg-Prüm bei.
Nachdem Berens 2011 in den Ruhestand gegangen war, war er u. a. als Reiseleiter bei Studienreisen der Volkshochschule des Eifelkreises Bitburg-Prüm e. V. tätig.

## Publikationen und Aufsätze
- (Hrsg.): Florilegium artis. Beiträge zur Kunstwissenschaft und Denkmalpflege; Festschrift für Wolfgang Götz anlässlich seines 60. Geburtstages am 12. Februar 1983. Verlag Die Mitte, Saarbrücken 1984
- Die Katholische Pfarrkirche St Katharina in Wallerfangen, ein Bau des Architekten Himpler. Notizen zur Bau- und Ausstattungsgeschichte; in: Florilegium artis. Beiträge zur Kunstwissenschaft und Denkmalpflege; Festschrift für Wolfgang Götz anlässlich seines 60. Geburtstages am 12. Februar 1983. Saarbrücken 1984, S. ?-?.
- Aus der Arbeit der staatlichen Denkmalpflege im Kreis Bitburg-Prüm. In: Heimatkalender 1986. Landkreis Bitburg-Prüm. Kreisverwaltung Bitburg-Prüm, Bitburg 1985, ISSN 2193-7508, S. ?-?
- Zweckverband Feriengebiet Bitburger Land (Hrsg.): Die Kirchen und Kapellen des Bitburger Landes: ein Führer zu den Sakralbauten von Bitburg Stadt und Land; 1992 (Autor)
- Schloß Weilerbach an der Sauer wieder hergestellt in Neues Trierisches Jahrbuch 1992, Seite 161–164
- mit Bernd Altmann, Hans Caspary, Landesamt für Denkmalpflege Rheinland-Pfalz: Kreis Bitburg-Prüm: Stadt und Verbandsgemeinde Bitburg, Verbandsgemeinde Irrel (Denkmaltopographie Bundesrepublik Deutschland) Wernersche Verlagsgesellschaft, Worms 1997. ISBN 978-3-88462-132-5 (Mitwirkender)
- Jörg Gamer († 1993), Rheinischer Verein für Denkmalpflege und Landschaftsschutz: Schloss Malberg in der Kyllburger Waldeifel (= Rheinische Kunststätten Heft 79), Neuss 2000. (Überarbeitet und ergänzt)
- mit Marie Luise Niewodniczanska: Schloss Weilerbach. Schloss-Weilerbach-Gesellschaft, Bitburg 2001
- Klöster, Stifte und heilige Orte in: Rudolf Müller: Die Eifel. Reise-Lesebuch Weyand-Verlag, Trier 2008, ISBN 978-3-935281-63-8, S. ?-?.
- Burgen und Schlösser in: Rudolf Müller: Die Eifel. Reise-Lesebuch Weyand-Verlag, Trier 2008, ISBN 978-3-935281-63-8, S. ?-?.
- Annemarie Zander, die Grande Dame der Trierer Stadt- und Familiengeschichte, wird 100 Jahre alt mit Jürgen Merten, in: Neues Trierisches Jahrbuch 53, 2013, S. 263–267.